# Magdalena Zioło
Magdalena Zioło (ur. 24 marca 1976 w Szczecinie) – polska ekonomistka, prof. dr hab. związana przede wszystkim z Uniwersytetem Szczecińskim.
W 2000 roku ukończyła studia magisterskie na Wydziale Zarządzania i Ekonomiki Usług Uniwersytetu Szczecińskiego. Trzy lata później obroniła pracę doktorską, za którą zdobyła III nagrodę w konkursie na najlepsze prace dyplomowe zorganizowanym przez czasopismo „Samorząd Terytorialny”. Habilitowała się w 2013.
1 czerwca 2022 uzyskała tytuł profesora w dziedzinie nauk społecznych.
Początkowo (2000–2005) pracowała w sektorze bankowym; od 2005 roku zatrudniona na Uniwersytecie Szczecińskim (w 2014 została profesorem tej uczelni), ponadto w latach 2009–2013 była związana ze Szczecińską Szkołą Wyższą Collegium Balticum.
Członkini Komitetu Nauk o Finansach PAN czwartej kadencji (2020–2023).
Za wydaną w 2020 roku publikację Finanse zrównoważone. Rozwój. Ryzyko. Rynek otrzymała Nagrodę KNoF PAN w edycji 2020–2021.
Przewodnicząca Rady Programowej Polskiej Komisji Akredytacyjnej w kadencji 2024–2027.
W swoich pracach zajmuje się w głównej mierze finansami (w tym – publicznymi, zwłaszcza finansami samorządu terytorialnego), bankowością oraz tematyką rozwoju lokalnego i regionalnego.